# Деветак (Карнобат)
Деветак (болг. Деветак) — село в Болгарии. Находится в Бургасской области, входит в общину Карнобат. Население составляет 149 человек (2022).

## Политическая ситуация
В местном кметстве Деветак, в состав которого входит Деветак, должность кмета (старосты) исполняет Росалин  Митев Георгиев (коалиция в составе 3 партий: Политическое движение социал-демократов (ПДСД), Гражданский союз за новую Болгарию (ГСНБ), Болгарская социал-демократия) по результатам выборов.
Кмет (мэр) общины Карнобат — Георги Иванов Димитров (Болгарская социалистическая партия (БСП)) по результатам выборов.

## Известные уроженцы
- Енчо Мутафов (1943—2009) — болгарский учёный, литературовед, искусствовед, культуролог, публицист.